# حزب الأهالي الفلسطيني
حزب الأهالي الفلسطيني هو حزب سياسي وطني فلسطيني تأسس في 1 أبريل 1925 في مدينة نابلس على يد السياسي والحقوقي الفلسطيني عبد اللطيف صلاح. كان يهدف الحزب إلى إلغاء وعد بلفور وإنهاء الانتداب البريطاني على فلسطين، والحد من الهجرة اليهودية. انحسر نشاط الحزب عام 1927 وكان من أبرز قادته عادل زعيتر وعبد اللطيف صلاح.